# Erzgebirgskrimi – Ein Mord zu Weihnachten
Ein Mord zu Weihnachten ist ein deutscher Fernsehfilm von Axel Barth aus dem Jahr 2022. Es handelt sich um die siebente Episode der ZDF-Kriminalfilmreihe Erzgebirgskrimi mit Kai Scheve als Robert Winkler, Lara Mandoki als Karina Szabo und Teresa Weißbach als Saskia Bergelt in den Hauptrollen. Der Film wurde am 14. Dezember 2022 in der ZDF-Mediathek veröffentlicht und am 21. Dezember im ZDF zum ersten Mal ausgestrahlt.

## Handlung
Hauptkommissar Robert Winkler und Kommissarin Karina Szabo ermitteln im Mordfall Bernhard Markert, dem Chef einer großen Holzfiguren-Manufaktur. Dieser wurde während einer Mettenschicht in einem Besucherbergwerk von einer Grubenbahn überrollt.
Die Manufaktur ist ein Familienbetrieb, in dem traditionelle erzgebirgische Holzkunst wie Räuchermänner und Schwibbögen in Handarbeit hergestellt werden. Der Vater des Mordopfers, Hannes Markert, hatte seinem Sohn Bernhard den Betrieb überschrieben und seinen zweiten Sohn, Jens, dabei übergangen, da er ihm die Betriebsführung nicht zutraute. Dieser hat deshalb mit der Familie gebrochen und ein Hotel erworben, ist inzwischen aber überschuldet. Die Frau des Ermordeten, Viola, hat eine Affäre mit ihrem Schwager Jens. Beide sind die Erben des Vermögens des Opfers. Da Viola ein Alibi hat, gerät Jens unter Mordverdacht. – Im Haus der Familie Markert zu Besuch über Weihnachten weilt die geheimnisvolle Yoko Tanaka, eine junge Japanerin, die zusammen mit ihrer Mutter die Markert'schen  Holzfiguren in Japan vertreibt. Viola und Yoko haben geschäftlichen Kontakt zu Christian Auerswald, einem zwielichtigen Unternehmer, der Volkskunstprodukte weltweit verkauft und den Vater Markert aus DDR-Zeiten vom Außenhandelsministerium her kennt. Außerdem ist da noch Karl Scheibner, ein Mitarbeiter des Familienbetriebs, der Geld aus der Kasse gestohlen hat und entlassen werden sollte, was ihn ebenfalls verdächtig macht.
Die Firma befindet sich seit Generationen im Besitz der Familie Markert. Vater Markert hat den Betrieb durch die DDR-Zeit mit ihren Beschränkungen für Gewerbetreibende geführt, durch die wirtschaftlichen Probleme nach der Wende und der Neuzeit, ohne den Mitarbeitern kündigen zu müssen. Während der Corona-Pandemie waren Weihnachtsmärkte geschlossen, und so erfuhr die Manufaktur einen Umsatzeinbruch. Nun hat Vater Markert nicht nur einen Sohn verloren und den anderen vergrault, er steht auch vor dem Verlust seines Lebenswerks. Als Viola und Jens beschließen, den Betrieb an Auerswald zu verkaufen, gerät er außer sich und bedroht Viola mit einem Jagdgewehr. Yoko kann die Situation entschärfen. Es stellt sich heraus, dass sie die uneheliche Tochter des alten Markert ist.
Anschließend beginnt Yoko eigene Nachforschungen. Kurz vor dem Mord hatte sie erfahren, dass ein Unbekannter billige Fälschungen der Markert'schen Holzkunst im Ausland verkauft, wofür nur Auerswald in Frage kommt. Er überrascht sie, als sie heimlich in seinem Büro nach Beweisen sucht, entführt sie und lässt sie zum Sterben im eiskalten Wald zurück. Doch die Kommissare bekommen Kenntnis davon. Auerswald gesteht Winkler, Bernhard ermordet zu haben, nachdem dieser ihn als den Fälscher entlarvt hatte. Yoko kann rechtzeitig vor dem Erfrieren gerettet werden. Jens und sein Vater finden wieder zueinander und führen die Manufaktur weiter.
Karina Szabo gibt Maik den Laufpass. Hingegen kommen sich Robert Winkler und Saskia Bergelt im weihnachtlichen Ambiente romantisch näher und zum Schluss gibt es noch ein erzgebirgisches Neunerlei für alle bei Familie Bergelt zu Hause.

## Hintergrund
Der Film wurde vom 9. Februar 2022 bis 10. März 2022 an Schauplätzen in Schwarzenberg/Erzgeb. und Umgebung sowie in Chemnitz gedreht. In Schwarzenberg wurde dazu der Weihnachtsmarkt extra neu an anderer Stelle aufgebaut. Gedreht wurde auch in Zschorlau, Zwönitz, Rothenkirchen (Vogtland) und Pöhla (Besucherbergwerk).
Am Anfang des Filmes wird das Steigerlied von der Bergmannskapelle gespielt und gesungen. Das erzgebirgische Weihnachtslied O selicha Weihnachtszeit von Anton Günther wird bei den Szenen auf dem Weihnachtsmarkt gespielt. In der Schlussszene erklingt zum Neunerlei das erzgebirgische Weihnachten is, stille Nacht von Willibald Eisert.

## Rezeption

### Kritik
„[...] die Verbindung aus Fall und regionalem Flair [ist im Vergleich zu den anderen Folgen der Reihe] deutlich besser gelungen. Dazu gibt es dann auch stimmungsvolle Bilder, etwa von den besagten Märkten oder auch aus dem Stollen, wo der Mord stattfindet. [...] Erzgebirgskrimi: Ein Mord zu Weihnachten sucht eine Mischung aus lokalem Charme, weihnachtlicher Idylle und klassischem Krimi. Während die ersten beiden Punkte überzeugen, ist der Film an sich kaum spannend. Weder der Fall noch die Figuren sind sonderlich gehaltvoll.“

Für Tilmann P. Gangloff auf tittelbach.tv lohnt sich dieser Erzgebirgskrimi vor allem wegen des Auftritts von Wolfgang Stumph als vom Schicksal hart getroffener Holzmanufakturbetreiber, aber auch wegen der Ausführungen zum Zusammenbruch des Exportgeschäfts nach dem Ende der DDR sowie der Darstellung der wirtschaftlichen Auswirkungen der Corona-Pandemie, die sonst in Reihenkrimis praktisch nie stattfindet.

### Einschaltquote
Bei der Erstausstrahlung von Erzgebirgskrimi – Ein Mord zu Weihnachten am 21. Dezember 2022 verfolgten in Deutschland insgesamt 5,40 Millionen Zuschauer die Filmhandlung, was einem Marktanteil von 19,6 Prozent für das Zweite Deutsche Fernsehen entsprach. In der als Hauptzielgruppe für Fernsehwerbung deklarierten Altersgruppe von 14–49 Jahren erreichte Erzgebirgskrimi – Ein Mord zu Weihnachten 0,5 Millionen Zuschauer und damit einen Marktanteil von 8,3 Prozent in dieser Altersgruppe.